# Tanja Bakić
Tanja Bakić (n. 14 septembrie 1981, Bijelo Polje, RSF Iugoslavia) este o poetă muntenegreană, savantă, lingvistă, jurnalistă și compozitoare de muzică și traducătoare. Ea este președinta Asociației Editurilor și Librăriilor din Muntenegru. Lucrările sale au fost traduse în cel puțin șase limbi străine (inclusiv engleză, rusă și albaneză). Ea a tradus lucrările unor autori ca Rabindranath Tagore, H. G. Wells, Richard Bach, George Orwell sau William Butler Yeats. Trăiește în Podgorica.

## Biografie
Locuiește în Podgorica, unde a lucrat în diferite domenii, ca educatoare, redactor literar, redactor radio, ofițer de relații publice, interpret și curator al unor evenimente și întâlniri cu tematică literară. Poeziile sale au primit numeroase premii critice și au fost frecvent antologizate chiar și în colecții serioase, cum ar fi World Haiku din 2016. A ținut un discurs la colocviul William Blake la Galeriile Britanice Tate din Londra. Ca teoretician literar, ea contribuie la Editura Bloomsbury. Ea este câștigătoarea Premiului Inițiativei Central Europene pentru Scriitori din 2016 acordat la Festivalul literar internațional Vilenica din Slovenia. A fost aleasă de poetul australian Les Wicks printre primii șaisprezece scriitori din întreaga lume care „aduc ceva unic mișcării mondiale a poeziei” (Rochford Street Review).
A fost primul student din istoria Universității din Muntenegru care a absolvit vreodată cu o teză de licență legată de muzica rock and roll. După ce a obținut o diplomă de master în literatura engleză, principalele sale interese științifice s-au orientat în jurul studiilor despre William Blake și despre Muzica Regatului Unit (anii 1960). A fost prezentată și invitată la diferite festivaluri literare din Europa; și a câștigat mai multe burse pentru scriitori. Tanja Bakić a fost aleasă de două ori de un juriu internațional format din critici de artă ca reprezentant al Muntenegrului la bienala de artă a Europei și Mediteranei - la Ancona în 2013 și la Milano în 2015.
Tanja Bakić este responsabilă pentru partea muntenegreană a festivalului mondial de poezie „Palabra en el Mundo”, în timpul căreia a fost redactorul unei emisiuni radio cu tematică poetică care a fost transmisă în 154 de țări din întreaga lume.
Volumele ei de poezie au atras foarte mult atenția publicului și au fost foarte apreciate. Vocea ei poetică a fost descrisă ca „posedând o calitate înaltă ... și capabilă să producă imagini care amintesc de cele care reies din sistemul de divinație complex Yi-Jing (David Albahari).
A fost supranumită poeta ale cărei versuri sunt „puternice și muzicale” (J. L. Williams, Scottish Poetry Library), „credincioasă a budismului zen ” (Nicola Frangione) și „în concordanță cu poezia mondială contemporană” (Slave Gjorgjo Dimoski, Serile de Poezie de la Struga).
Cea mai bine vândută lucrare a sa de non-ficțiune legată de muzică, Copilul voodoo: O poveste despre Jimi Hendrix  („Voodoo Child: Priča o Jimiju Hendrixu”, 2013), care a dezvăluit colaborarea ei cu fosta iubită a lui Jimi Hendrix , Kathy Etchingham și cu inginerul acesteia de sunet Roger Mayer, a fost considerată un succes uriaș în Muntenegru.

## Lucrări scrise

### Cărți
- A Winkle (Treptaj, 1996), poezie
- Madonna - the Slave or the Queen (Madonna robinja ili kraljica, 2008), non-ficțiune muzicală
- Trandafirul bolnav (Bolesna ruža, 2009), poezie
- Iarbă, carte electronică (Trava, 2009), poezie
- Pantofi de mătase (Svilene cipelice, 2011), poezie
- Lover-Cross Star: Selected Poems (2012), poezie publicată în limba engleză
- The Seed and Other Poems (Sjeme i druge pjesme, 2013), poezie publicată bilingv în engleză și în muntenegreană
- Voodoo Child: A Story About Jimi Hendrix (Voodoo Child: Priča o Džimiju Hendriksu, 2013), lucrare de non-ficțiune legată de muzică

### Traduceri
- Pietrele flămânde[22] (Gladno kamenje) de Rabindranath Tagore (2008), basm
- Războiul lumilor (Rat svjetova) de H. G. Wells (2009), roman SF
- Pescărușul Jonathan Livingston (Galeb Džonatan Livingston) de Richard Bach (2009), roman
- Ferma animalelor (Životinjska farma) de George Orwell (2011), roman
- The Arc of Finitude (Putanja konačnosti) de Mladen Lompar, co-tradus în engleză cu Stephen J. Mangan (2013), colecție de poezie
- Pietrele înfometate și alte povești (Gladno kamenje i druge priče) de Rabindranath Tagore (2014), colecție de nuvele

### Eseuri
- Bunele maniere: Cum să te comporți în lumea contemporană (2009)
- Dacă știi ce este iubirea; o antologie a poeziei mondiale a iubirii (2009)
- Opt; poezii selectate ale lui Ibrahim Spahić (2011)
- Catalogul serilor de poezie ale lui Ratković (ed. Și trad. În engleză, 2012)